# Pop'n music 3
pop'n music 3 (ポップンミュージック 3 Poppun myūjikku 3?) Es la tercera entrega de la saga pop'n music. Fue lanzado en septiembre de 1999 para Arcade, y en febrero de 2000 para su versión en consolas PlayStation y Sega Dreamcast bajo el nombre de Pop'n Music 3 Append Disc. El juego consta de 29 canciones para arcade, mientras que la versión consola tiene un total de 44, incluyendo canciones de sus antecesores. Fue desarrollado por Konami e INUCHIYO Design.

## pop'n music 3 Append Disc
A diferencia de su homólogo principal en arcade, pop'n music 3 Append Disc no puede ser ejecutado en el juego por propia cuenta, ya que necesita un Key Disc proveniente de su antecesor Pop'n music 2. Para eso en el juego anteriormente mencionado, se debe ir en el menú principal, seleccionar Load Option y ejecutar el Key disc para poder liberar el juego. pop'n music 3 Append Disc no es ninguna clase de extensión o complemento (Add-on) de pop'n music 2, por lo contrario, es más bien un completo e independiente videojuego de otras entregas.

## Nuevas características
Lo siguiente es un listado de mejoras y modificaciones del juego:
- Combos: Por primera vez, el videojuego tiene un conteo de combos, de modo que el juego mantiene el número de combos, que es el número consecutivo de aciertos totales que son originados únicamente por Great's. El conteo puede romperse con Good's o Bad's.  al final de cada stage finalizado, el número máximo de combos será mostrado en la tabla de resultados debajo del puntaje total.

- Hyper mode: Es un nuevo modo y a la vez un nuevo grado de dificultad superior al nivel de 9 botones. las combinaciones pueden de 3 hasta 4 notas a la vez, y este grado de dificultad solo está disponible únicamente en ciertas canciones. Lo cual, ahora son un total de cuatro niveles de dificultad: 5 botones, 7 botones, 9 botones y Hyper.

- Speed-up Option: Esta nueva opción permite al jugador aumentar la velocidad de la pista de notas en el videojuego por primera vez. Esto fue añadido debido a los problemas de visibilidad y diferenciaciones de orden de llegada en las notas hacia la barra roja, al momento de acertarlas en el juego. Se puede modificar la velocidad en el modo de juego, los cuales son tres:

Normal: Es la velocidad neutral, no es ninguna modificación de aceleración y es la velocidad real de las canciones.

Quick: Es la velocidad promedio. es un equivalente a x2 en cualquier juego de música.

Turbo: Es la velocidad máxima del videojuego. Equivale a un x3 en total.

## Modos del juego

### Modos seleccionables
Son un total de 4 modos, entre ellos un nuevo modo:
Beginner mode: Rango para principiantes, la dificultad es igual, solo que se pueden jugar dos canciones por cada set.
Normal mode: Se considera el modo clásico del juego. Están disponibles tres canciones por cada set.
Excite mode: Es similar al modo anterior, solo que a medida que se va jugando, el juego provoca una animación que hace que las notas cambien de posición al momento de llegar a la parte inferior de la pantalla, lo cual dificulta el juego ya que pueden confundir al jugador.
Party mode: A diferencia de los modos anteriores, este deja caer desde la parte superior de la pantalla varios íconos que al presionarlas, tienen distintas animaciones y efectos que dificultan al jugador, las cuales son un total de ocho.
Hyper mode:Es el nuevo modo de juego. Consiste en una selección de Courses, que están compuestas por tres canciones cada una, y a la vez, están agrupadas dependiendo de su característica similar (tema, género, etc.) El cual el nivel Hyper esta únicamente disponible en este modo. En lugar de la barra de precisión denominada Groove Gauge, esta tiene una barra la cual el jugador tiene como objetivo principal evitar que la barra se vacíe totalmente hasta terminar el curso. Los malos aciertos (Bad's) causarán que la barra disminuya poco a poco y las puntuaciones restantes (Good's y Great's) la mantendrán en donde esté nivelada.

## Lista de canciones
La tabla muestra las siguientes canciones del videojuego, incluyendo aquellas que fueron eliminadas de las anteriores entregas:
| Nombre                                               | Género              | Artista                            | Personaje           | Disponible en Arcade | Disponible en PlayStation y Dreamcast |
| Canciones 1st Stage                                  | Canciones 1st Stage | Canciones 1st Stage                | Canciones 1st Stage | Canciones 1st Stage  | Canciones 1st Stage                   |
| ---------------------------------------------------- | ------------------- | ---------------------------------- | ------------------- | -------------------- | ------------------------------------- |
| 恋のシャレード                                       | MAGICAL GIRL        | パーキッツ                         | Megumi              | Sí                   | Sí                                    |
| Take me to...                                        | G-POP               | Sana                               | RIE♥chan            | Sí                   | Sí                                    |
| 和称一起走                                           | KANGTONG            | Cathy Lau                          | LingLing            | Sí                   | Sí                                    |
| Bit of Love                                          | EURODANCE           | Super Wink "fut" Ryo Arche Asakawa | Dia                 | Sí                   | No                                    |
| シャバダ! de ジル !                                  | ROCKABILLY          | Chako                              | Jennifer            | Sí                   | Sí                                    |
| 取り返してやる！～Again, My Lovely Day～             | CUTE                | Akko's                             | Anzu                | Sí                   | Sí                                    |
| E.C.M.                                               | AKIBA               | PAPEHINA meets Haya-P              | SHOLLKEE            | Sí                   | Sí                                    |
| Canciones 2nd Stage                                  |                     |                                    |                     |                      |                                       |
| ENDLESS SUMMER NUDE                                  | SUMMER              | 真心ブラザーズ                     | JUDY                | Sí                   | No                                    |
| 水中家族のテーマ                                     | CELT                | パーキッツ                         | Poet                | Sí                   | Sí                                    |
| Little Robin's Drawer                                | MONDO               | Uncle Motchee                      | Cyber               | Sí                   | Sí                                    |
| peppermint                                           | HEARTFUL            | ASAI PROJECT (Vo:M.Fujino)         | Candy               | Sí                   | Sí                                    |
| LET ME FEEL SO HIGH                                  | PUNK                | Little Bitch.K2                    | Donna               | Sí                   | No                                    |
| Get on that train                                    | JAZZY               | Q-Mex                              | CHARLY              | No                   | Sí                                    |
| 赤いリンゴ                                           | GROOVE ROCK         | Lollipop Tonic featuring K         | PEPPER              | No                   | Sí                                    |
| Dynamics                                             | CLASSIC 3           | Waldeus vön Dovjak                 | HAMANOV             | No                   | Sí                                    |
| Candy Blue                                           | POSITIVE            | 浅井裕子                           | sunny               | No                   | Sí                                    |
| 走れブン! ブン!                                      | NEW FOLK            | わがまま7                          | Flower              | No                   | Sí                                    |
| Theme of staff roll ~special mix~                    | LIVE                | きまぐれポッパーズ                 | AYA                 | No                   | Sí                                    |
| Cherry & Raquel                                      | LOUNGE              | The Ebisu Singers                  | Reo★kun             | No                   | Sí                                    |
| SAYONARA                                             | J-R&B               | ANNA                               | tourmaline          | No                   | Sí                                    |
| Canciones Final Stage                                |                     |                                    |                     |                      |                                       |
| 愛を探そう                                           | J-R&B2              | Ma-You                             | tourmaline          | Sí                   | Sí                                    |
| Till the end of time                                 | DANCEPOP            | Jullianne & Edison                 | Rave girl           | Sí                   | Sí                                    |
| un-Balance                                           | NEW-COMMER          | 佐藤千晶                           | Kate                | Sí                   | Sí                                    |
| 宇宙船Q-Mex                                          | SOUNDTRACK          | Q-Mex                              | P-1&P-2             | Sí                   | Sí                                    |
| なんか変だ                                           | POWERFOLK           | 新堂敦士                           | Ash                 | Sí                   | Sí                                    |
| 8月のサヨナラ                                        | LOVELY              | Sana                               | SANAE♥chan          | Sí                   | Sí                                    |
| LA LA LA                                             | JUNGLE              | edison                             | Bamboo?             | Sí                   | Sí                                    |
| penguin                                              | DREAMY              | NAKATEK                            | BOY                 | No                   | Sí                                    |
| 僕たちの計画                                         | SUPER POP           | スーパースランプ                   | Captain Super Pop   | No                   | Sí                                    |
| 君を抱きしめたい!                                    | BOYS                | 微熱★kids                          | HIKARU              | No                   | Sí                                    |
| Streams                                              | PRELUDE             | Waldeus vön Dovjak                 | Edward              | No                   | Sí                                    |
| 淋しくてLoneliness                                   | SEXY GIRLS          | ワンダース                         | May-Fa              | Sí                   | Sí                                    |
| Miracle Moon(お月様が中継局)                         | J-GARAGE POP        | Togo Project feat. Sana            | Kelly               | Sí                   | Sí                                    |
| Bee's Eye                                            | AVANTGARDE          | Waldeus vön Dovjak                 | Edward              | Sí                   | Sí                                    |
| Trasplantados de Pop'n Music 2 PlayStation/Dreamcast |                     |                                    |                     |                      |                                       |
| Don't Disturb                                        | NEW WAVE            | Color Essence                      | AYA                 | Sí                   | No                                    |
| Give me your pain                                    | CANDY POP           | Haya-P & Maru                      | AYA                 | Sí                   | No                                    |
| PULSE                                                | FUNNY               | 319                                | AYA                 | Sí                   | No                                    |
| 麗しのカーディガン                                   | CARIBBEAN           | Akko's                             | AYA                 | Sí                   | No                                    |

## Canciones en Hyper mode
Las siguientes canciones están en modo Hyper, las cuales algunas únicamente están disponibles en modo Hyper, mientras que otros tienen tanto modo Normal como Hyper a la vez. En las versiones de consola se debe completar el juego al 100% para poder tener acceso a este nivel.
| Nombre                                   | Género                  | Artista                 | Personaje               | Disponible en Arcade    | Disponible en PlayStation y Dreamcast |
| Canciones en modo HYPER                  | Canciones en modo HYPER | Canciones en modo HYPER | Canciones en modo HYPER | Canciones en modo HYPER | Canciones en modo HYPER               |
| ---------------------------------------- | ----------------------- | ----------------------- | ----------------------- | ----------------------- | ------------------------------------- |
| Prism Heart                              | URBAN POP               | Sana                    | AYA                     | Sí                      | Sí                                    |
| R.C.                                     | CLASSIC 2               | Waldeus vön Dovjak      | AYA                     | Sí                      | Sí                                    |
| 取り返してやる！～Again, My Lovely Day～ | CUTE                    | Akko's                  | Anzu                    | Sí                      | Sí                                    |
| 淋しくてLoneliness                       | SEXY GIRLS              | ワンダース              | May-Fa                  | Sí                      | Sí                                    |
| Bee's Eye                                | AVANTGARDE              | Waldeus vön Dovjak      | Edward                  | Sí                      | Sí                                    |
| I REALLY WANT TO HURT YOU                | POPS                    | SUGI&REO                | RIE♥chan                | No                      | Sí                                    |
| The theme of GAMBLER Z                   | ANIME HERO              | Ryo & NARAMCHA          | Toru Kamikaze           | No                      | Sí                                    |
| Quick Master                             | J-TEKNO                 | Act Deft                | SHOLLKEE                | No                      | Sí                                    |
| お江戸花吹雪                             | ENKA                    | 高田香里                | ice                     | No                      | Sí                                    |
| Chaos Age                                | CLASSIC                 | Waldeus vön Dovjak      | HAMANOV                 | No                      | Sí                                    |
| SPICY PIECE                              | SPY                     | ORIGINAL SOUND TRACKS   | CHARLY                  | No                      | Sí                                    |
| Dynamics                                 | CLASSIC 3               | Waldeus vön Dovjak      | HAMANOV                 | No                      | Sí                                    |
| Con te sabi 2119                         | AFRIKA                  | J-Kane                  | AYA                     | No                      | Sí                                    |
| (fly higher than) the stars              | NEO ACO                 | sugi & reo              | ice                     | No                      | Sí                                    |
| Life                                     | J-POP                   | Haya-P & Maru           | pretty                  | No                      | Sí                                    |
| Hi-Tekno                                 | DANCE                   | Hi-Tekno                | JUDY                    | No                      | Sí                                    |
| Water Melon Woman                        | TECHNO '80              | NAKATEK                 | BOY                     | No                      | Sí                                    |
| Streams                                  | PRELUDE                 | Waldeus vön Dovjak      | Edward                  | No                      | Sí                                    |

## Canciones removidas
Las siguientes canciones fueron removidas desde su última aparición en Pop'n Music 2, todas provenientes de la primera entrega:
| Baby, I'm yours | REGGAE      |
| Electronic Fill | TECHNO POP  |
| e-motion        | RAVE        |
| El País del sol | LATIN       |
| FUNKY TOWN '75  | DISCO KING  |
| monde des songe | FANTASY     |
| what i want     | DISCO QUEEN |
| YOUNG DREAM     | RAP         |
| すれちがう二人  | BONUS TRACK |